# Echinopsis tarijensis
Echinopsis tarijensis es una especie de plantas en la familia Cactaceae. Es endémica de Bolivia y Argentina. Es una especie rara en la vida silvestre.

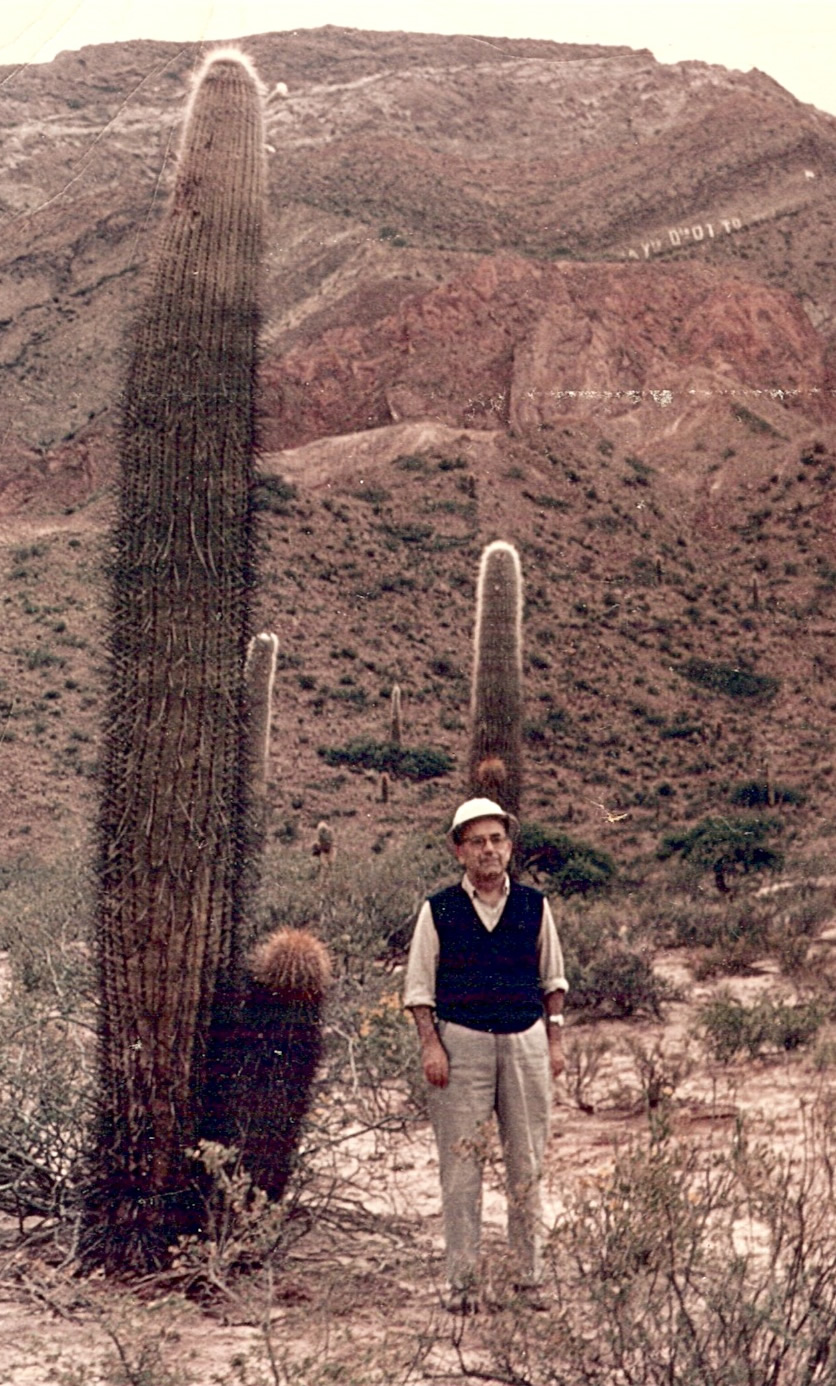
En su hábitat

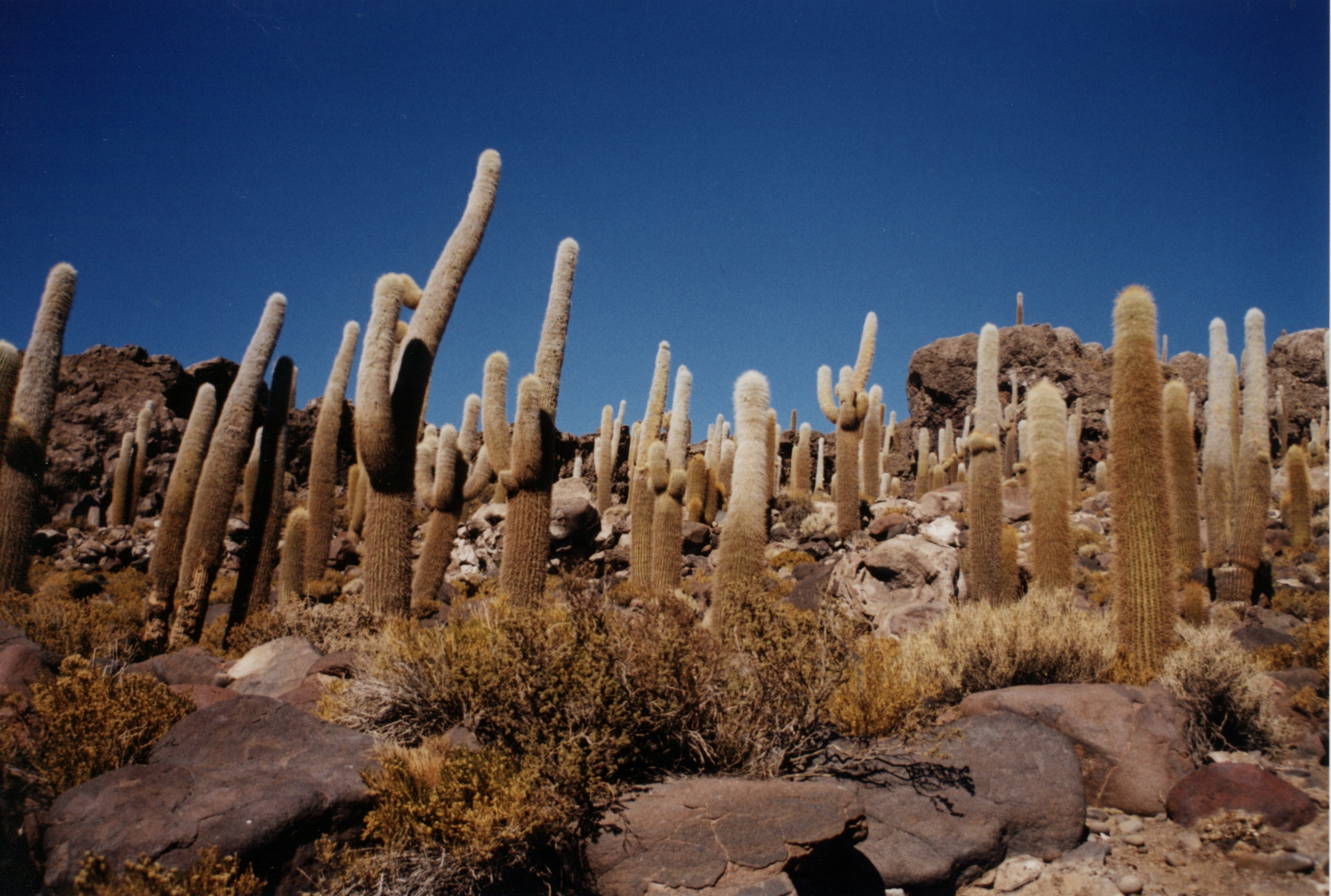
En su hábitat

## Descripción
Echinopsis tarijensis inicialmente crece de forma individual, después toma una forma arbustiva con ramas laterales, alcanzando  hasta 5 metros de altura. Los tallos son fuertes, cilíndricos, de color verde oscuro con brotes que alcanzan un diámetro de hasta 35 centímetros. Tiene de 15 a 21  costillas presentes en las que se encuentran las grandes y claras areolas que están cubiertas con fieltro gris y muy juntas. De ellas surgen desiguales espinas de color marrón claro a blanquecino. Las rígidas espinas afiladas son ligeramente curvadas y gruesas en su base. Tienen una longitud de 1 a 8 centímetros. Tiene de una a cuatro espinas centrales y 50 o más espinas radiales. Las flores en forma de embudo son de color rojo a rosa a blanco cremoso y aparecen en la proximidad de la corona de los tallos. Las flores miden hasta 12 cm de largo y tiene un diámetro de 9 cm. Los frutos son ovoides, verdes y de 3,5 a 5 cm de largo y tienen un diámetro de 2 a 3 centímetros.

## Taxonomía
Echinopsis tarijensis fue descrita por Friedrich Karl Johann Vaupel, Heimo Friedrich y Gordon Douglas Rowley, y publicado en International Organization for Succulent Plant Study Bulletin 3(3): 98. 1974.
Etimología
Ver: Echinopsis
tarijensis epíteto geográfico que alude a la localización del ejemplar tipo: el Departamento de Tarija.
Variedades
- Echinopsis tarijensis subsp. bertramiana (Backeb.) M.Lowry
- Echinopsis tarijensis subsp. herzogiana (Cárdenas) G.Navarro
- Echinopsis tarijensis subsp. totorensis (Cárdenas) G.Navarro

Sinonimia
- Cereus tarijensis
- Trichocereus tarijensis
- Helianthocereus tarijensis
- Lobivia formosa
- Trichocereus poco
- Helianthocereus poco
- Echinopsis poco
- Trichocereus herzogianus
- Helianthocereus herzogianus
- Echinopsis herzogiana
- Echinopsis tarijensis
- Trichocereus narvaecensis
- Helianthocereus narvaecensis
- Echinopsis narvaecensis
- Trichocereus antezanae Cárdenas
- Trichocereus bertramianus Backeb.
- Trichocereus chuquisacanus F. Ritter
- Trichocereus orurensis Cárdenas
- Trichocereus tenuispinus F. Ritter[3]